# Юканкоскі
Юканкоски (фін. Jukankoski) або Білі мости — комплекс водоспадів на річці Кулісмайокі в Піткярантському районі Республіки Карелія. Є найвищим водоспадом Північного Приладожжя.

## Загальні відомості
Розташований на території Піткярантського міського поселення в 35 км від міста Піткяранта і в 13 км від села Леппясілта.
Комплекс являє собою два водоспади розташованих на рукавах річки, розділених островом. На правому рукаві висота стрімкого падіння досягає 18 м, на лівому — 11 м.
У 1999 році рішенням уряду Республіки Карелія на прилеглій до водоспаду території був створений гідрологічний пам'ятник природи регіонального значення «Білі мости» площею 87,9 га. Це було зроблено з метою збереження в природному стані водоспаду і наближених до нього цінних природних комплексів.

## Назва
Історичне фінська назва Юканкоскі (фін. Jukankoski) ймовірно виникла від назви найближчого хутора Juka або Jukankontu; фін. koski — річковий поріг.
У виданому в 1927 році в Гельсінкі геологічному атласі Фінляндії наводиться інформація про водоспад Юканкоскі: висота 17 метрів.
У 1970-х роках місцеві мешканці дали водоспаду російську назву «Білі мости», ніяк за змістом не пов'язане з фінським. Назва пов'язана з мостами через Кулісмайокі вище за течією, побудованими фінами з використанням білого каменю. Нині від мостів залишилися тільки руїни.